# ژوفیا گوباچی
 ژوفیا گوباچی (انگلیسی: Zsófia Gubacsi؛ زادهٔ ۶ آوریل ۱۹۸۱) یک تنیس‌باز اهل مجارستان است. 